# Augeneriella dubia
Augeneriella dubia är en ringmaskart som beskrevs av Hartmann-Schröder 1965. Augeneriella dubia ingår i släktet Augeneriella och familjen Sabellidae. Inga underarter finns listade i Catalogue of Life.